# Cuereta boscana
La cuereta boscana (Dendronanthus indicus) és un ocell de la família dels motacíl·lids (Motacillidae) i única espècie del gènere Dendronanthus Blyth, 1844.

## Hàbitat i distribució
Habita zones de ribera dins boscos de pins o roures, a les terres baixes i turons del sud-est de Sibèria, Corea i centre i est de la Xina i nord-est de l'Índia.